# Eulemur macaco
El lémur negro (Eulemur macaco) es una especie de primate estrepsirrino de la familia Lemuridae endémico de las selvas del norte de Madagascar.
Originalmente, se creía que Eulemur macaco constaba de dos subespecies, Eulemur macaco macaco y Eulemur macaco flavifrons, ambas elevadas al estatus de especie por Mittermeier et al. en 2008 a Eulemur macaco y Eulemur flavifrons respectivamente.
E. flavifrons tiene los ojos azules, el único primate junto a los humanos que posee esta característica, mientras que E. macaco los tiene marrones o de color naranja, y con una mata de pelo en las orejas.
Ambas especies viven en el noroeste de Madagascar. E. macaco vive en la selva húmeda de la región Sambirano de Madagascar y en las islas cercanas. El hábitat de E. flavifrons se restringe a la península de Sahamalaza y a sus selvas adyacentes. Hay indicios de hibridación cuando sus hábitats intersecaron en la reserva especial de Manongarivo.